# Aulad Budżuma
Aulad Budżuma (ar. أولاد بوجمعة, fr. Ouled Boudjemaa) – miasto w północnej Algierii, w prowincji Ajn Tumuszanat.